# Mycoplasma arginini
Mycoplasma arginini è una specie di batterio appartenente alla famiglia delle Mycoplasmataceae.